# Eueides unifasciatus
Eueides unifasciatus är en fjärilsart som beskrevs av Butler 1873. Eueides unifasciatus ingår i släktet Eueides och familjen praktfjärilar. Inga underarter finns listade i Catalogue of Life.